# Peribatodes gemmaria
Peribatodes gemmaria là một loài bướm đêm trong họ Geometridae.